# Antrozoologi
Antrozoologi er studiet af interaktionen mellem mennesker og dyr. Det er også beskrevet som en videnskab, som fokuserer på alle aspekter af relationen mellem mennesker og dyr samt som en bro mellem natur-og samfundsvidenskab.